# Kazimir Strzepek
Kazimir Strzepek, alias Kaz, est un auteur et dessinateur de bande dessinée né à Hawaï en 1978. 

## Biographie
Il a auto-édité le volume 1 de Étoile du chagrin (The Mourning Star) en trois parties avant que Bodega éditions ne publient le recueil qui constitue le premier volume de la série. Il a participé à de nombreuses anthologies dont True Porn, Moxie, My Sweet et Papercutter.
Le premier volume de The Mourning Star (Étoile du chagrin) a été nommé aux prix Eisner en 2007 et a remporté un prix Ignatz la même année. 
La sortie du volume 2 est prévue pour début 2009 aux États-Unis et novembre 2009 en France. 
Kazimir vit à Seattle où il travaille dans le secteur du jeu vidéo.

## Publications
- Étoile du chagrin, Bussy-Saint-Georges : Çà et là :
1. Étoile du chagrin, 2008
1,5. Étoile du chagrin 1½, 2009
2. Étoile du chagrin 2, 2009

## Distinction
- 2007 : Prix Ignatz de la meilleure série pour Étoile du chagrin